# Молонов, Максим Максимович
Максим Максимович Молонов  (род. 1970, Баргузинский район, Бурятская АССР) — российский бурятский борец вольного стиля, мастер спорта России международного класса, Заслуженный тренер России, чемпион России по вольной борьбе, призёр чемпионатов России, участник чемпионатов Европы и мира, призёр Кубка мира, победитель международного турнира серии Гран-при «Иван Ярыгин».

## Биография
Родился в Баргузинском районе Бурятской АССР 29 апреля 1970 года в бурятской семье, любивший спорт. Отец Максим Энхеевич увлекался борьбой, легкой атлетикой, лыжным спортом. Мать Бутид Самбуевна играла в волейбол и в шахматы.
Вольной борьбой и шахматами М. М. Молонов начал заниматься в школьные годы. В 1983 году Баргузинский район в рамках турнира «Белая ладья» посетил международный гроссмейстер Юрий Разуваев и дал сеанс одновременной игры, и школьник Максим Молонов сыграл с ним вничью.
После этого Разуваев посодействовал зачислению Максима в заочную школу международного гроссмейстера, чемпиона СССР Льва Полугаевского.
Однако Максим к тому времени уже определился со своим спортивным будущим и выбрал вольную борьбу.
В 1993 году окончил физико-математический факультет БГПИ, где продолжал заниматься борьбой.

## Спортивная и тренерская карьера
В 1996 году в Красноярске выиграл Международный турнир имени Ивана Ярыгина.
На чемпионате России по вольной борьбе 1997 года, который проходил в Кызыле (Тува) Максим Молонов стал чемпионом России в весе до 54 кг, в финале выиграв схватку у новосибирца Леонида Чучунова.
На чемпионате России по вольной борьбе 2000 года, проходившего в Санкт-Петербурге, эти два борца поменялись местами: Леонид Чучунов выиграл «золото», Максим Молонов стал серебряным медалистом.
Участвовал в составе сборной России по вольной борьбе в чемпионатах Европы и мира.
После завершения борцовской карьеры начал тренерскую деятельность в ДЮСШ 10 в г. Улан-Удэ.
Несколько лет работал тренером в США.
Вернувшись в Россию, стал старшим тренером женской кадетской сборной России. Среди его воспитанниц — мастер спорта России Стальвира Оршуш.
В мае 2015 года приказом главы министерства спорта РФ Виталия Мутко Максиму Молонову присвоено звание «Заслуженный тренер России».
Вместе с эстонским тренером Ахто Раска тренируют финскую спортсменку, чемпионку мира Петру Олли.